# Bola de Nieve

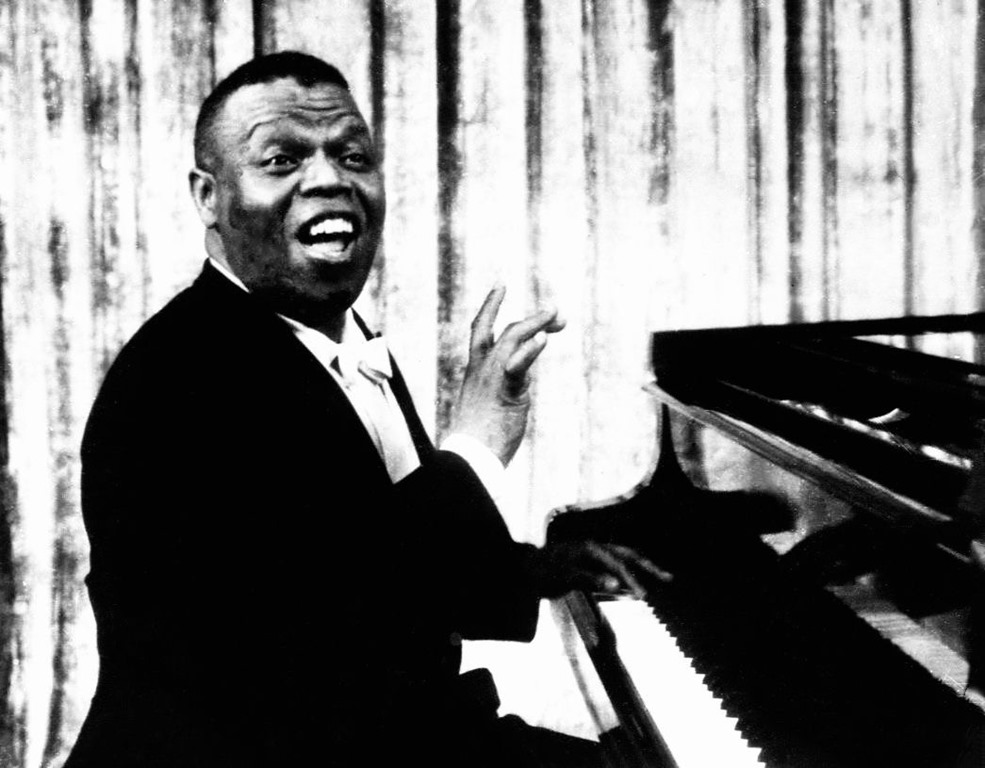
Bola de Nieve in den 1940 Jahren

Ignacio Jacinto Villa y Fernández, bekannt als Bola de Nieve, (* 11. September 1911 in Havanna, Kuba; † 2. Oktober 1971 in Mexiko-Stadt, Mexiko) war ein kubanischer Pianist und Sänger.

## Leben und Wirken
Bola de Nieve wurde in seiner musikalischen Entwicklung durch seine Mutter beeinflusst, die ihm die ganze Bandbreite afrokubanischer Musik vermittelte und durch seine Tante Tomasa, genannt Mamaquica, die seine Musikausbildung finanzierte.
Bekannt wurde er durch eine Tournee im Jahre 1933 mit Rita Montaner nach Mexiko. Dort trat er zum ersten Mal als Solist im Teatro Politeama in Mexiko-Stadt vor 4000 Zuschauern auf. Rita Montaner soll ihm auch den Spitznamen Bola de Nieve („Schneeball“) gegeben haben als ironische Anspielung auf seine runde Körperform und seine tiefschwarze Hautfarbe.
Seit seinem Erfolg in Mexiko entwickelte er sich mit seiner unverwechselbaren Stimme und seinen chansonartigen Liedern zu einer geradezu legendären Figur der in den 1940er und 1950er Jahren international einflussreichen kubanischen Musikszene. Bola de Nieve arbeitete zusammen mit Musikern wie Ernesto Lecuona und Dichtern wie Nicolás Guillén.
Nach der kubanischen Revolution von 1959 unternahm er auch zahlreiche Tourneen nach Osteuropa.

## Dokumentarfilm
- José Sánchez-Montes: Das Leben des Bola de Nieve, Spanien 2003, 73 Minuten[1]